# マグマ小松
マグマ小松（マグマこまつ、本名・小松直哉、1984年生まれ ）は、日本の実業家。株式会社OXFORD Corporation代表取締役社長。現在、2億円超の高級腕時計やカバンの代金の名目で金をだまし取った疑いで複数回逮捕。複数の詐欺罪にて起訴されている。

## 来歴
京都府出身。京都府立久御山高等学校からびわこ成蹊スポーツ大学に入学。
サッカー歴は、京都JマルカFCジュニア→京都JマルカFCジュニアユース→京都府立久御山高等学校→びわこ成蹊スポーツ大学。
高校２年生時に第80回全国高校サッカー選手権大会出場。翌年には第57回国民体育大会出場。大学では第85回天皇杯、第86回天皇杯に出場。
引退するも、サッカー系ユーチューバー梅谷堅人発起人のソサイチ関西リーグ所属「プラムワン」の最年長プレーヤーとして復帰。
大学卒業時に大手アパレル企業に就職し、阪急百貨店メンズ館にて勤務。全国トップセールスを獲得するなどして頭角を現し、２４歳で起業。
現在はオーダースーツショップを全国に展開する株式会社オックスフォードコーポレーションの代表取締役社長。
2025年6月5日、2億円超の時計をだまし取った可能性があるとみて京都府警に逮捕された。
2025年6月26日、腕時計やカバンの代金の名目で大阪市内の夫婦に対し計1500万円あまりをだまし取ったとして再逮捕された
2025年7月17日、大阪市中央区のインターネット広告会社代表取締役の男性（39）らに、高級腕時計の転売によって高い利益が得られると虚偽の事実を伝えて1億円をだまし取った疑い=詐欺罪で起訴=を再逮捕された。逮捕は3回目

## 著書
- 『今あるスーツを捨てなさい 全国20店舗以上FC展開・年間5000着販売するオーダースーツ社長が教える売れる営業マンの着こなし術』ゴマブックス、2021年　アマゾンランキング１位獲得。